# معركة هوتونغ (1654)
كانت معركة هوتونغ صراعًا عسكريًا بين روسيا القيصرية وسلالة تشينغ التي حدثت في ربيع عام 1654 على نهر سونغهوا.نتج عن المعركة هزيمة الروس.

## خلفية
في عام 1652، هاجمت قوات سلالة تشينج الحصن الروسي في الموجود أتشانسك ولكن بلا جدوى. بعد ذلك بعامين، عادت قوات تشينغ وأجبرت شعب داور على الانتقال بعيدًا عن نهر أمور إلى وادي نهر سونغهوا، مما حرم الروس من المؤن.
في 26 مارس 1654، غادر 152 جنديًا من جوسون بقيادة بيون جوب من هوريونغ. انضموا إلى قوات المانشو في نينغوت بعد ثمانية أيام من السفر.

## معركة
في 27 أبريل 1654، واجه أونوفري ستيبانوف ورجاله قوات سلالة تشينغ ومملكة جوسون بعد الإبحار لمدة ثلاثة أيام في نهر سونغهوا. كان لدى ستيبانوف حوالي 400 رجل و 39 سفينة بينما كان لدى تشينغ 160 سفينة تحمل ما يقرب من ألف رجل. على الرغم من التفوق العددي لسلالة تشينج، كانت السفن الروسية أكبرمن سفن سلالة تشينج، والتي كانت في الأساس قوارب صغيرة. أكبرها لا يمكنها حمل أكثر من 17 رجلاً. تبادل الجانبان إطلاق النار مع فوز الروس في النهاية. بينما كانت القوات الروسية تطارد أعدائها الفارين، تعرضوا لكمين من قبل فرسان مماكة جوسون الذين تمركزوا على تل يطل على النهر، مما أجبر الروس على التراجع.